# Fontana dei Delfini (Cerreto Sannita)

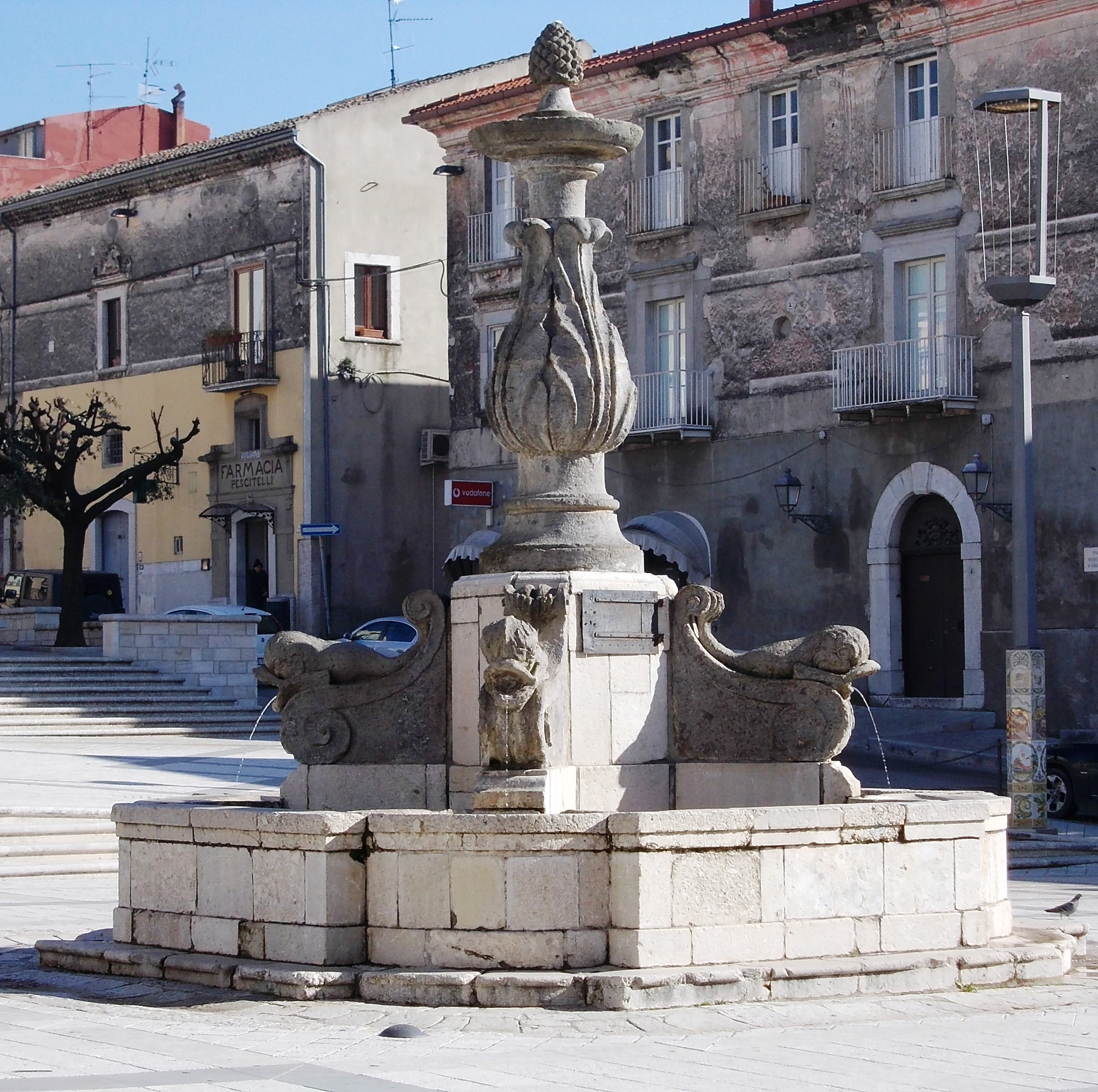
La fontana dei Delfini.

La piazza e la chiesa collegiata in una foto del 1895. Come si evince dall'immagine, la fontana dei delfini originariamente trovava posto nella parte superiore della piazza e solo nel XX secolo venne spostata nella parte inferiore, dove è ancora oggi situata.

La fontana dei Delfini (o di Masaniello) è una fontana sita nel centro storico di Cerreto Sannita, nella parte meridionale di piazza San Martino, di fronte all'omonima chiesa collegiata e davanti al complesso ex carceri feudali-palazzo del Genio.

## Storia
La fontana fu acquistata a Napoli dall'amministrazione comunale cerretese nel 1812. Precisamente furono acquistate a Napoli le parti in pietra lavica (i delfini e la pigna centrale), mentre le restanti parti in pietra calcarea furono aggiunte a Cerreto Sannita nel 1813 quando il decurionato assegnò al muratore Biagio Ciccarelli i lavori «per la riforma della fontana di S. Martino».
Originariamente era sita nella parte settentrionale della piazza ma nella prima metà del XX secolo fu spostata nella parte meridionale, dove si trova oggi, per far posto al primo monumento ai caduti in guerra.
Secondo Liliana de Curtis, figlia di Totò, si tratterebbe della fontana protagonista delle arringhe di Masaniello, nel '600 situata nel cuore di piazza del Mercato (Napoli).

## Descrizione
La fontana è costituita dalla parte inferiore in pietra calcarea lavorata e da una parte superiore in pietra lavica. L'acqua fuoriesce dalle bocche dei quattro delfini mentre al centro vi è una pigna decorativa.